# Kanton Meaux-Nord
Der Kanton Meaux-Nord war von 1976 bis 2015 ein französischer Wahlkreis im Arrondissement Meaux, im Département Seine-et-Marne und in der Region Île-de-France; sein Hauptort war Meaux.

## Gemeinden
Der Kanton bestand aus dem nördlichen Teil der Stadt Meaux (angegeben ist hier die Gesamteinwohnerzahl der Stadt, im Kanton lebten etwa 36.000 Einwohner) sowie weiteren acht Gemeinden:
| Gemeinde               | Einwohner Jahr | Fläche km² | Bevölkerungsdichte | Code INSEE | Postleitzahl |
| ---------------------- | -------------- | ---------- | ------------------ | ---------- | ------------ |
| Barcy                  | 275 (2013)     | 6,95       | 40 Einw./km²       | 77023      | 77910        |
| Chambry                | 947 (2013)     | 9,75       | 97 Einw./km²       | 77077      | 77910        |
| Chauconin-Neufmontiers | 2.911 (2013)   | 17,39      | 167 Einw./km²      | 77335      | 77124        |
| Crégy-lès-Meaux        | 4.711 (2013)   | 3,67       | 1284 Einw./km²     | 77143      | 77124        |
| Germigny-l’Évêque      | 1.345 (2013)   | 11,76      | 114 Einw./km²      | 77203      | 77910        |
| Meaux                  | 53.766 (2013)  | –          | – Einw./km²        | 77284      | 77100        |
| Penchard               | 1.073 (2013)   | 4,34       | 247 Einw./km²      | 77358      | 77124        |
| Poincy                 | 696 (2013)     | 6,39       | 109 Einw./km²      | 77369      | 77470        |
| Varreddes              | 1.884 (2013)   | 8          | 235 Einw./km²      | 77483      | 77910        |